# 长城脚下的公社
40°20′25″N 116°03′06″E / 40.340340°N 116.051633°E

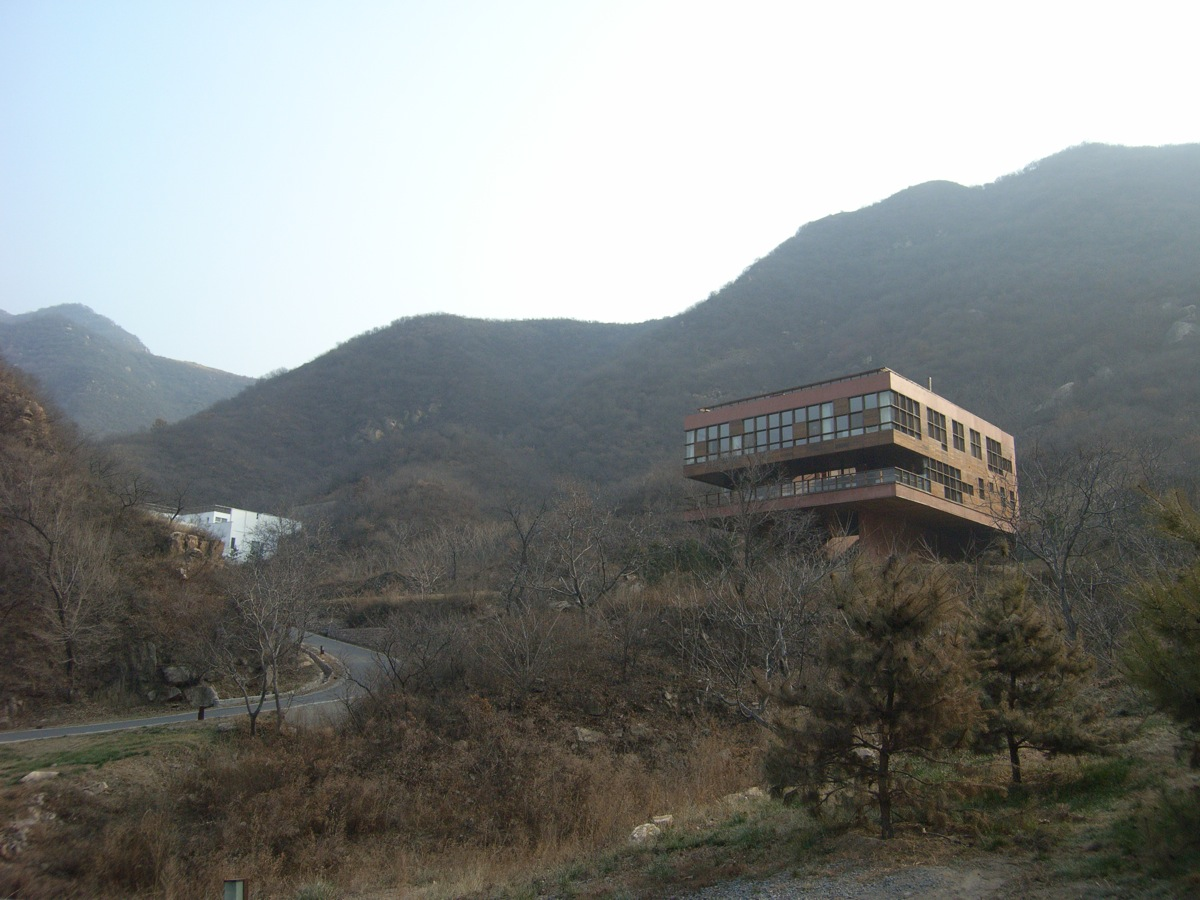
长城脚下的公社，右侧为安东设计的红房子

长城脚下的公社是北京的一系列当代建筑集合，坐落于八达岭长城脚下的8平方公里的山谷中。由SOHO中国投资开发，並由亞洲12名建築師設計。長城腳下的公社曾由凱賓斯基管理；2021年4月17日起重新开放后，改由凯悦酒店集团管理。
長城腳下的公社在2003年威尼斯雙年展第八屆國際建築展獲得「建築藝術推動大獎」。

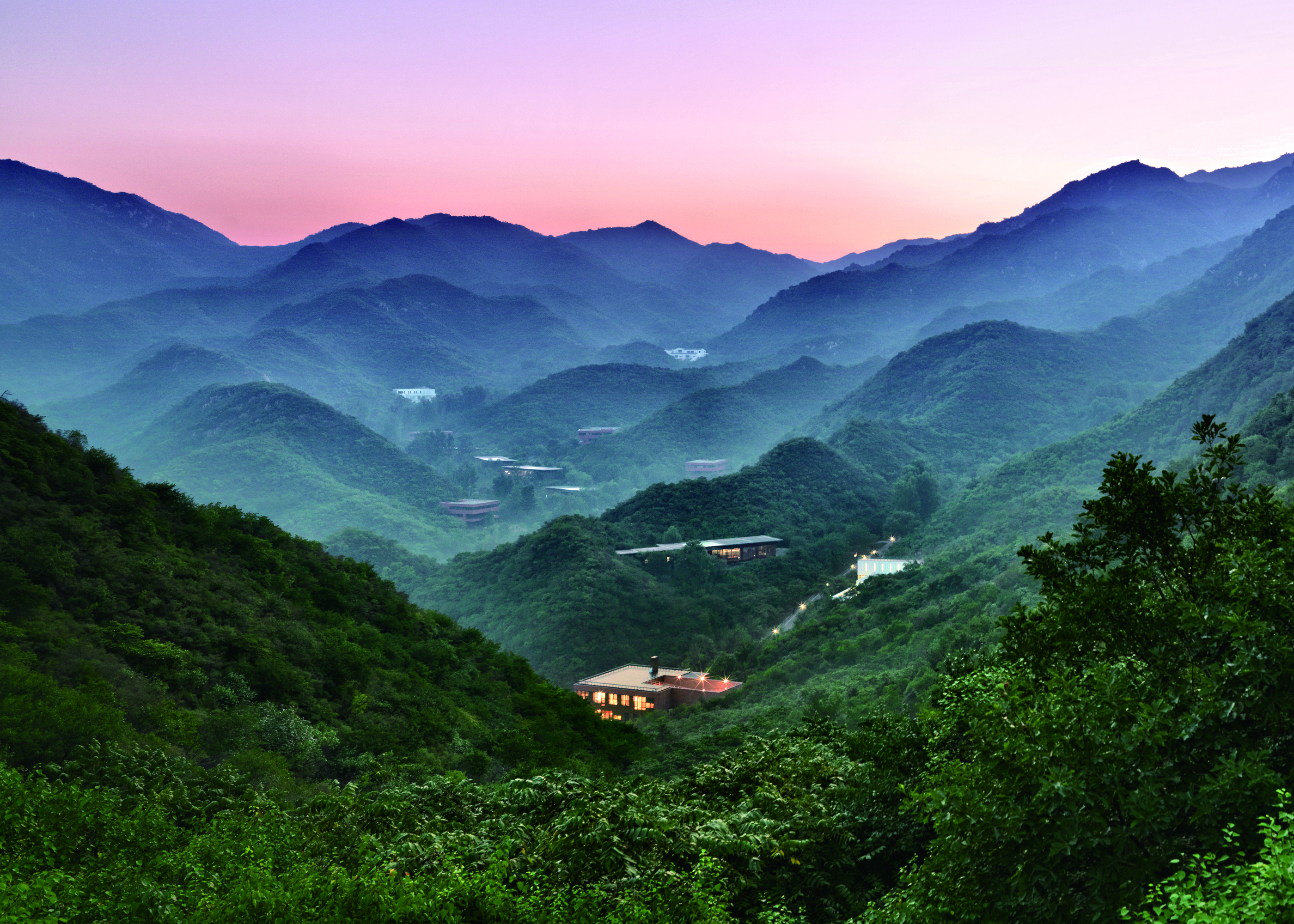
建築群與山谷遠景

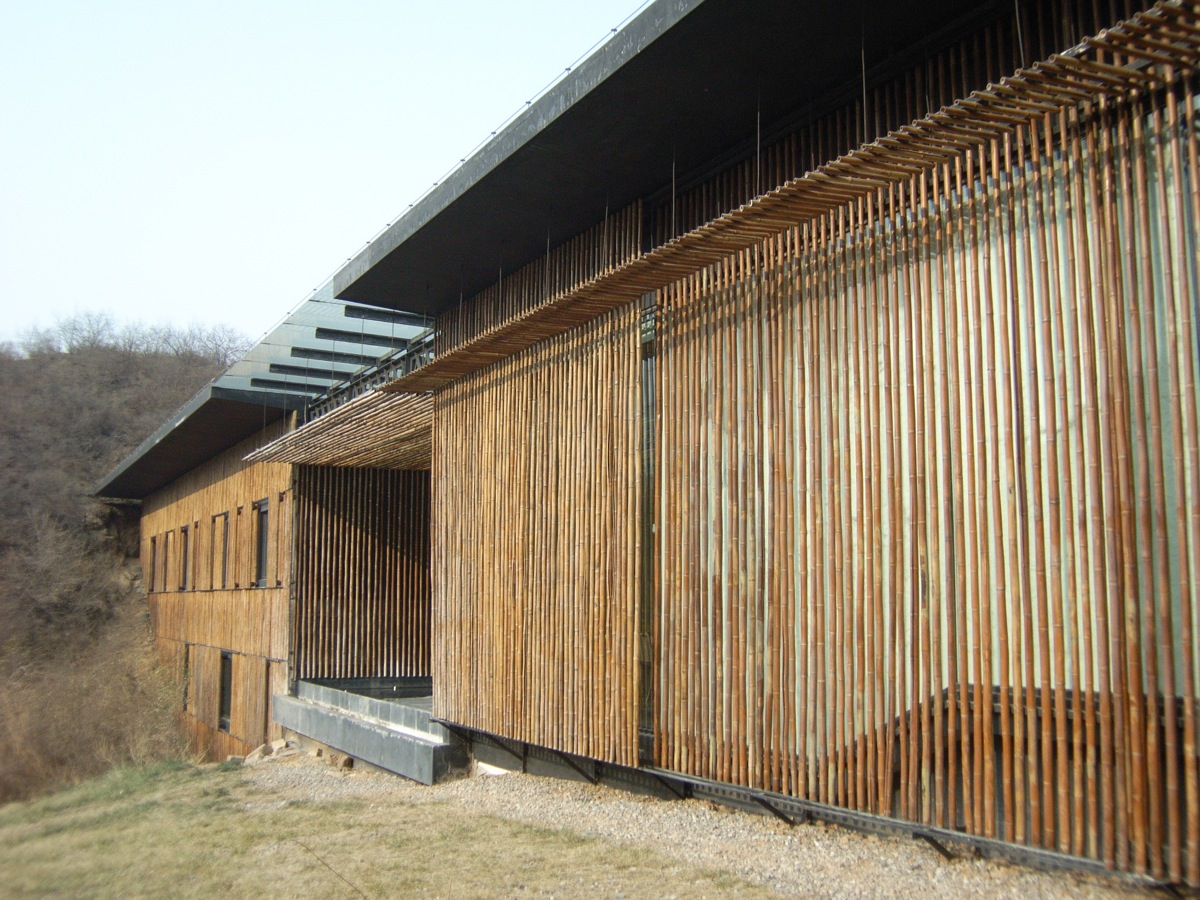
日本隈研吾设计的竹屋